# Tomba de Juli II

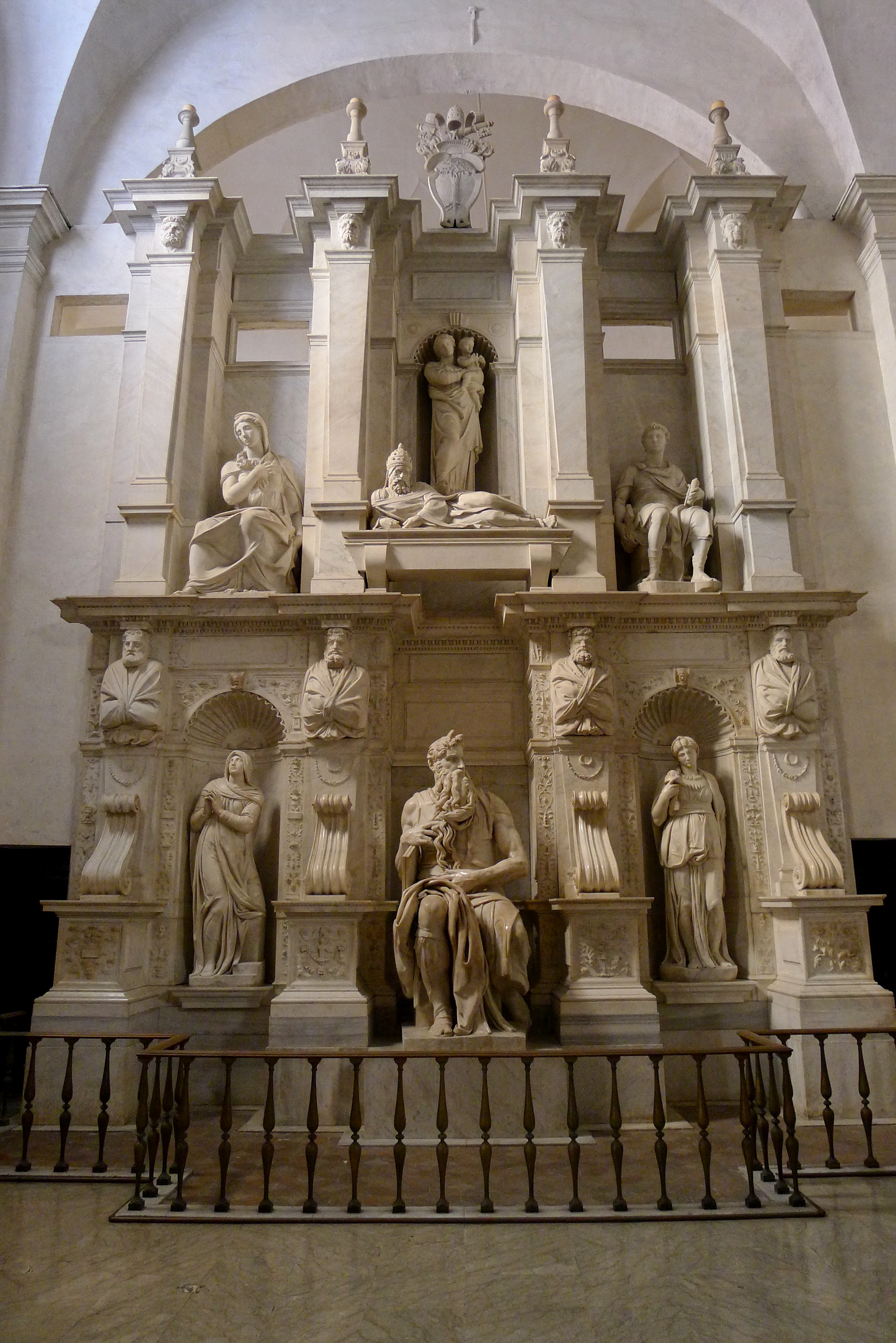
El monument amb el seu aspecte actual, amb Moisés al centre, flanquejat per Raquel i Lia; al cos superior, entre el Profeta i la Sibil·la, la imatge de Juli II i sobre ell la Marededeu amb el nen

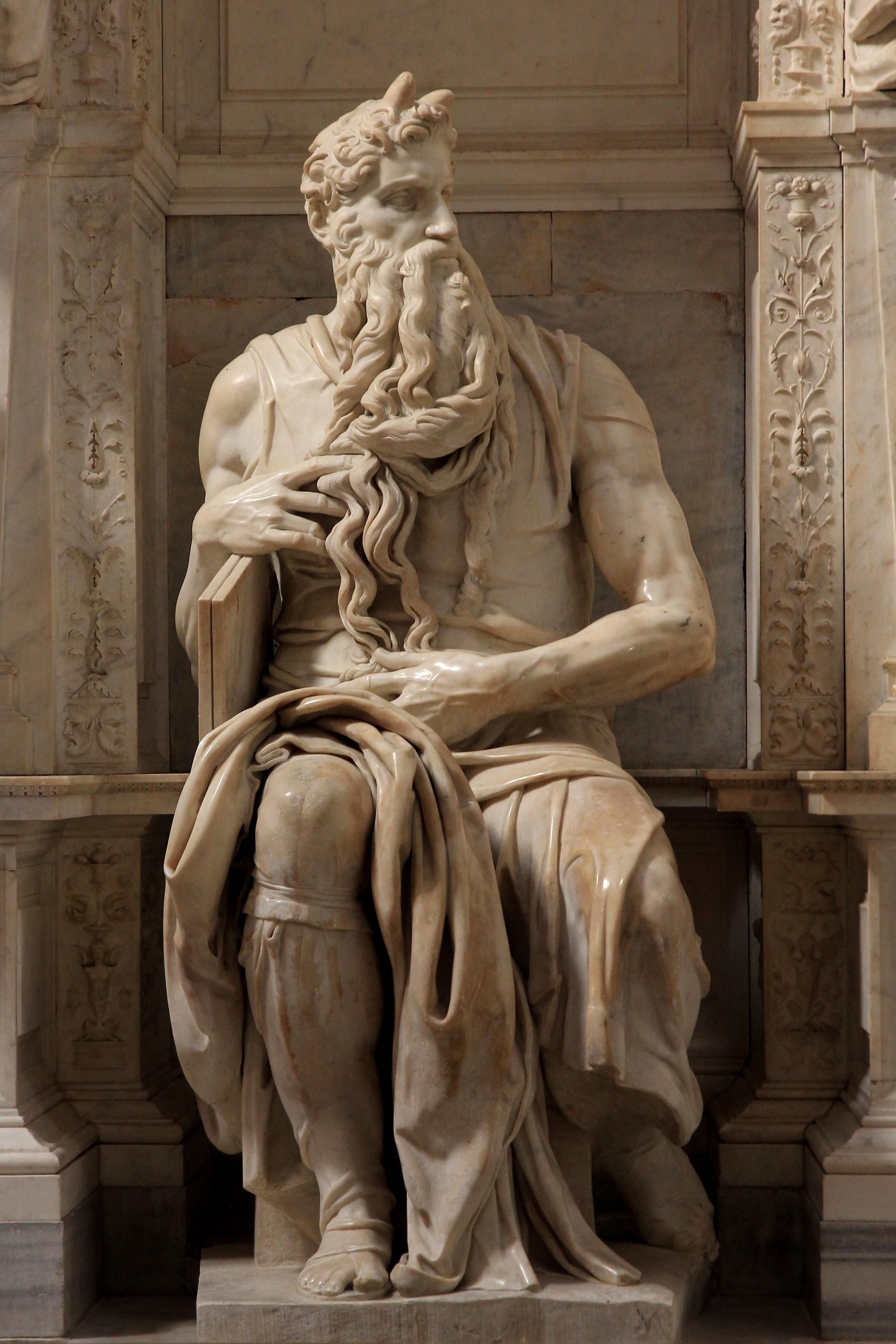
Moisés

La Tomba de Juli II és la denominació historiogràfica d'un conjunt escultòric i arquitectònic de marbre que Michelangelo Buonarroti dissenyà i redissenyà diverses vegades per al papa Juli II, el seu principal mecenes.
Li encarregaren l'obra al 1505 i quedà en l'estat definitiu al 1545, en una escala molt més reduïda que la prevista inicialment. S'anava a situar a la basílica de Sant Pere del Vaticà, el lloc d'enterrament papal; però, després de la mort del papa, s'instal·là com a cenotafi (és a dir, sense allotjar el difunt) en Sant Pietro in Vincoli a l'Esquilí, església protegida per la família della Rovere, de la qual procedia Juli II, i de la qual havia estat cardenal. Tots dos temples es troben a Roma, seu del papat i en aquesta època (especialment turbulenta -Reforma protestant, Guerres d'Itàlia, saqueig de Roma-) també capital dels Estats Pontificis.
En el primer projecte la tomba es dissenyà com una estructura enorme, amb prou espai perquè Miquel Àngel inserís les seves enèrgiques i tràgiques figures (terribilità). Hauria suposat aixecar una mole piramidal de tres cossos, inspirada en el mausoleu d'Halicarnàs (vinculant simbòlicament l'antiguitat grecoromana amb la cristiandat), de 7 m d'alçada i 11 m de base, amb més de quaranta figures de marbre i diversos relleus de bronze, amb una cambra funerària oval a la qual s'accediria per un accés semblant a la "porta de l'Hades" de l'art funerari romà). Se'n preveia una summa de deu mil ducats i un termini de cinc anys; Miquel Àngel va haver d'abandonar els treballs que tenia en curs i rescindir altres contractes.
L'obra significà per a l'artista una de les seues majors frustracions vitals: el papa, sense explicar els motius, interrompé l'encàrrec, possiblement a causa de l'escassetat de fons per al seu ambiciós programa artístic, que en aquest moment s'hagué d'emprar en la reedificació de Sant Pere, a càrrec de Donato Bramante. Després de la mort del papa, el 1513, el projecte es replantejà com un monument adossat a la paret, i se'n reduïren les dimensions en successius contractes, amb un nombre molt inferior de les figures originàriament planificades (menys d'un terç).

La peça més famosa n'és el Moisés, que es va completar durant una de les esporàdiques represes dels treballs, el 1513. Es diu que, sentint que era una de les seues obres amb més vida, Miquel Àngel li colpejà amb un martell el genoll dret, cridant-li: "ara, parla!". La veritat és que pot veure's un desperfecte en aquest lloc.

Reconstruccions del projecte
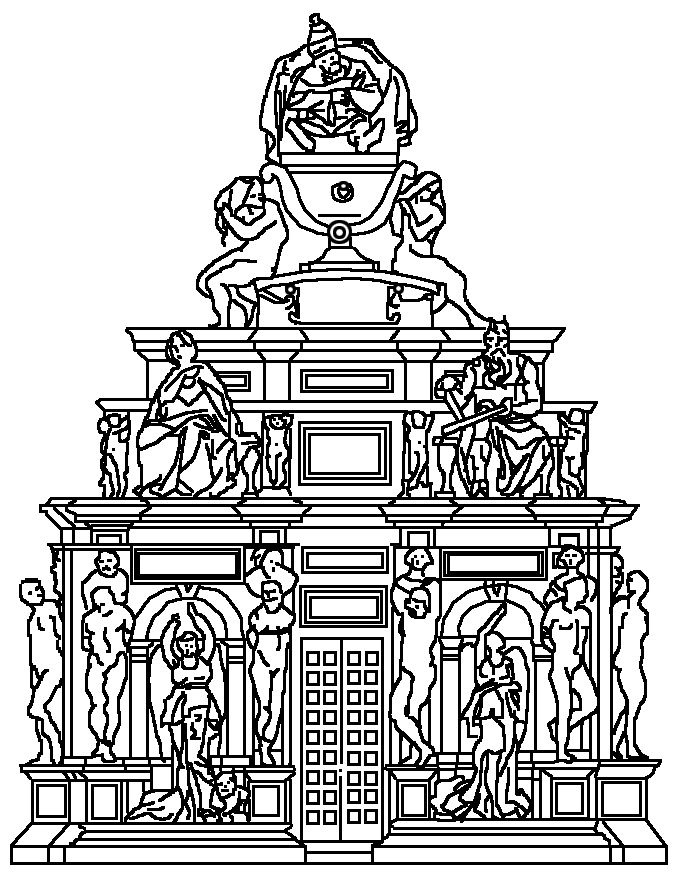
Projecte original de 1505, una tomba exempta, segons Franco Russoli, 1952
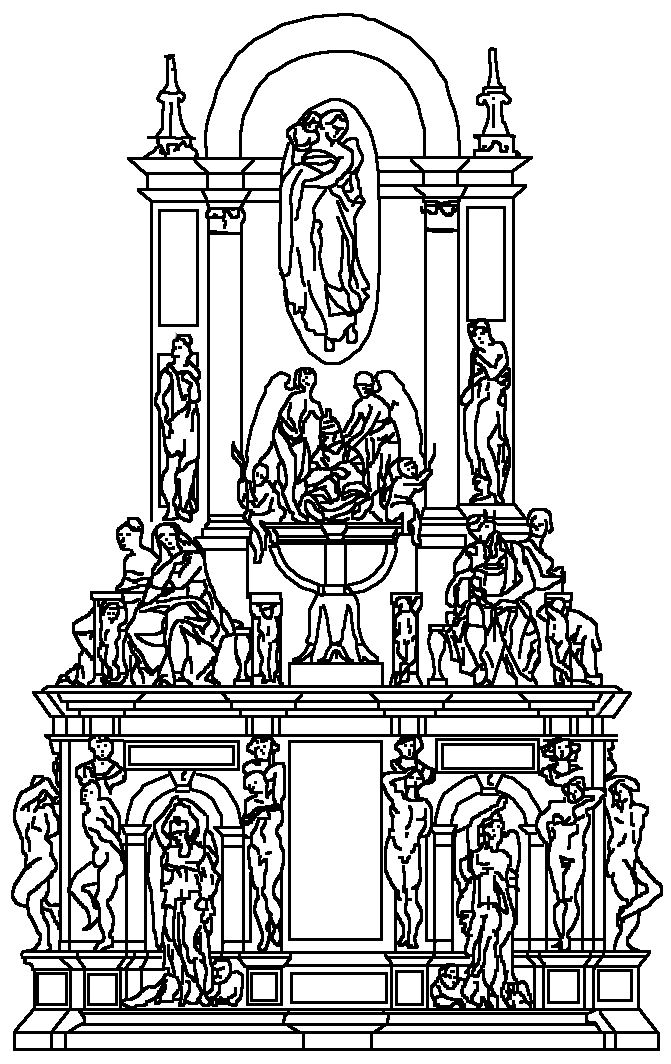
Projecte de 1513, segons dibuix de Jacomo Rocchetti, al Kupferstichkabinett
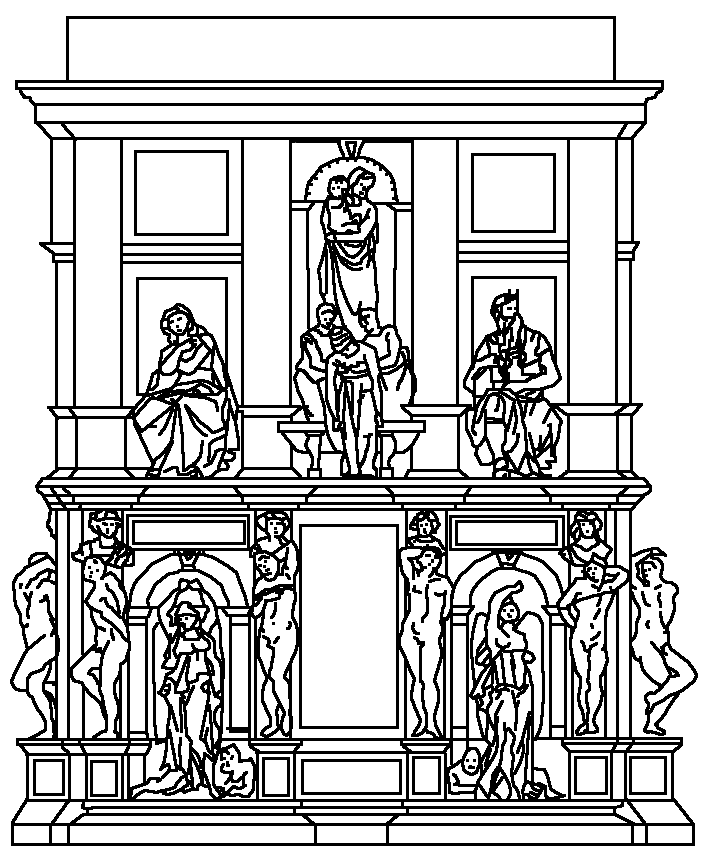
Projecte de 1516
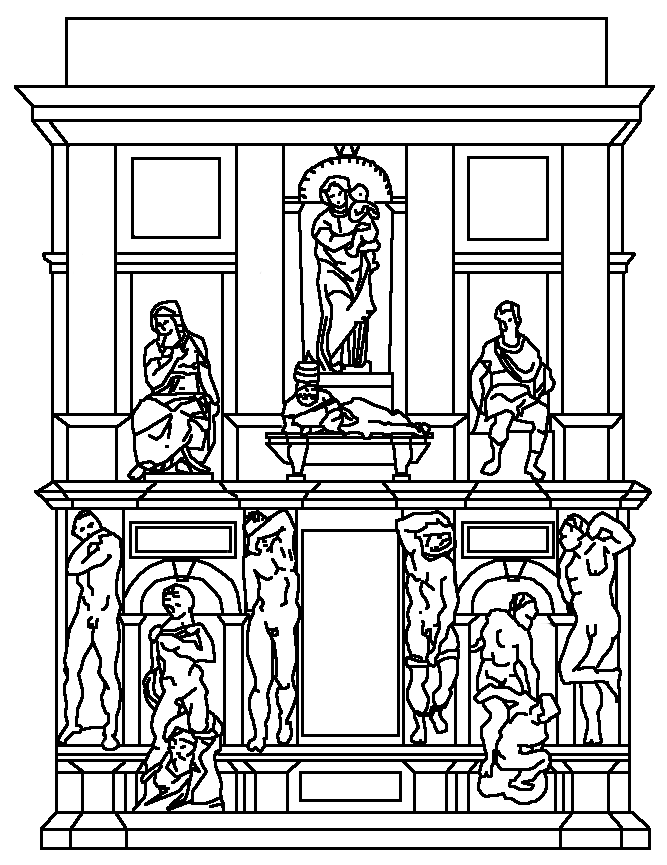
Projecte de 1532

## Cronologia
- 1505 – Després de rebre l'encàrrec papal, probablement recomanat per Giuliano da Sangallo, Miquel Àngel passa sis mesos escollint blocs de marbre a les pedreres de Carrara.
- 1506 – Exhaurits els fons disponibles, torna a Roma, on és acomiadat de mala manera per Juli II. L'artista es trasllada a Florència fins que el papa li ordena tornar amb amenaces, que estén a la mateixa ciutat.
- 1508 – Corren rumors que Bramante i Rafael, envejosos de Miquel Àngel, són els que han convençut el papa que construir en vida la pròpia tomba duu mala sort, i que l'escultor faria millor si pintara la volta de la Capella Sixtina (presumptament, esperant que tal encàrrec excedira la seua competència i el posara en ridícul).
- 1512 – Després d'acabar els frescs, Miquel Àngel reprèn l'obra de la tomba. Entre 1512 i 1513 completa l'Esclau moribund, l'Esclau rebel i el Moisés (només aquesta figura se n'utilitzà en el disseny final; els Esclaus es van rebutjar, i actualment es conserven al Museu del Louvre).[6][7]
- 1513 – Al febrer mor el papa Juli II. En un nou contracte, de data 6 de maig, s'especifica que la tomba s'ha de construir adossada a una paret, no com a monument exempt. El 9 de juliol Miquel Àngel contracta el picapedrer Antonio del Ponte a Sieve per fer-ne els elements arquitectònics del cos inferior.[8] En el Kupferstichkabinett[9] de Berlín es conserva un croquis de gran grandària, en mal estat, atribuït a Miquel Àngel, que mostra aquesta fase intermèdia del projecte, amb un fascímil més llegible d'un dels seus deixebles, Jacomo Rocchetti. També n'hi ha un dibuix de l'època en el Metropolitan Museum of Art de Nova York.[10] El projecte és fins i tot més ambiciós en termes de complexitat iconogràfica, tot i que de menors dimensions.[11][12]
- 1516 – Es realitza un nou contracte entre Miquel Àngel i els hereus de Juli II, que exigeixen que les obres s'acaben.
- Dècada de 1520 – Es talla El geni de la Victòria[13] (que no s'inclogué en el disseny final, ara conservat al Palazzo Vecchio de Florència) mentre que altres figures no arriben a acabar-se, com alguns Esclaus conservats en l'Accademia de Florència.
- 1532 – Se'n fa un nou contracte, que torna a dissenyar la tomba.
- 1542 – Després de negociar els detalls finals amb el net de Juli II, Miquel Àngel comença el muntatge de la tomba.
- 1545 – L'obra es completa i s'instal·la en Sant Pietro in Vincoli; inclou el Moisés i altres figures, algunes de les quals s'atribueixen quasi totalment a la mà de Miquel Àngel (Lia[14] i Raquel[15] al nivell inferior), probablement finalitzades pels seus deixebles; mentre que les del nivell superior (al·legories de la vida activa i contemplativa) no es consideren seues, sinó d'aquells (Giovanni di Marchesi i Francesco d'Urbino -elements arquitectònics del pla superior-, Raffaello da Montelupo -la Marededeu amb el nen, el Profeta i la Sibil·la, esbossats per Miguel Ángel el 1537 i completats per Domenico Fancelli-, Tommaso Boscoli -figura del papa-, Donato Benti i Jacopo del Duca).[16]

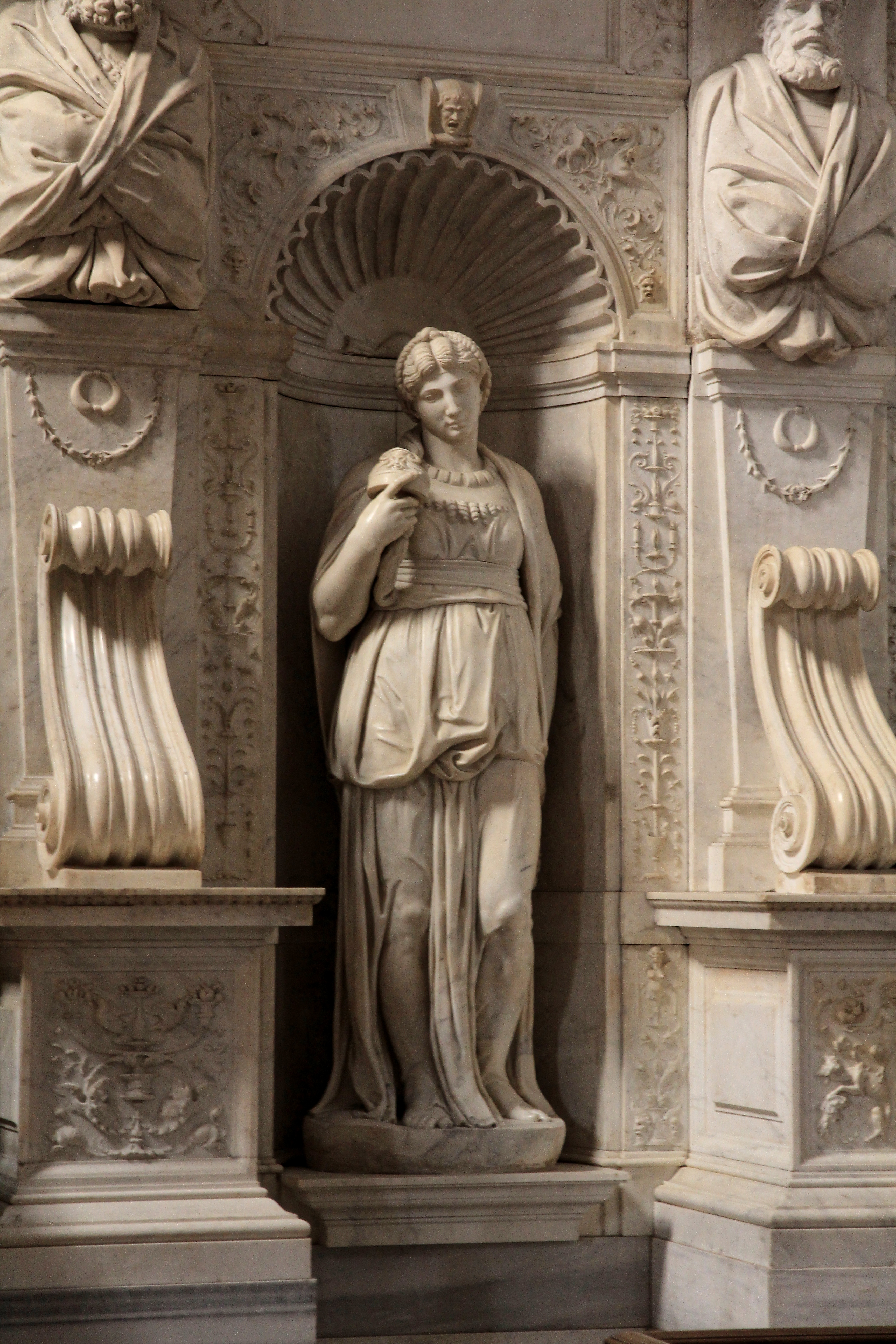
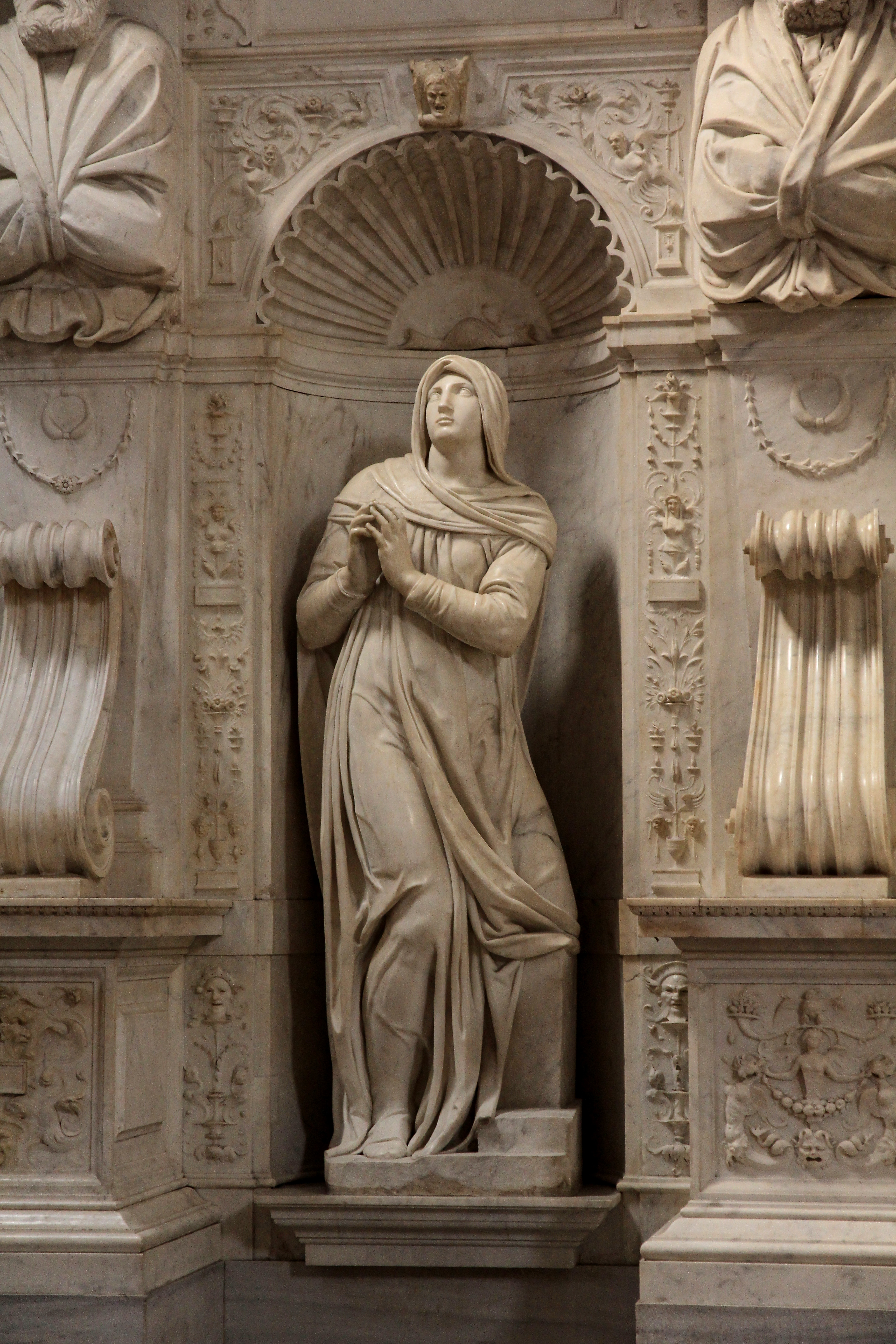
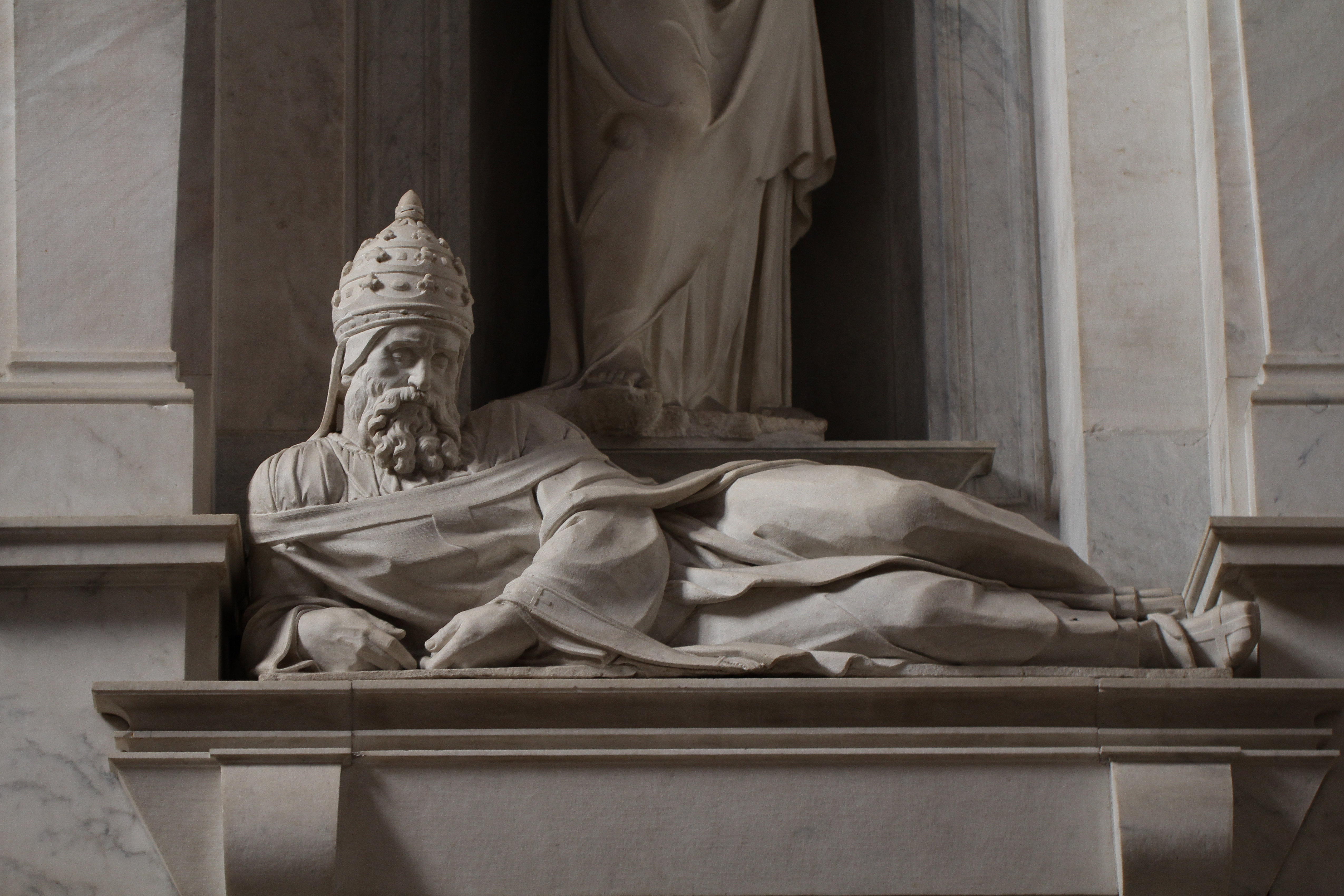

## Figures descartades

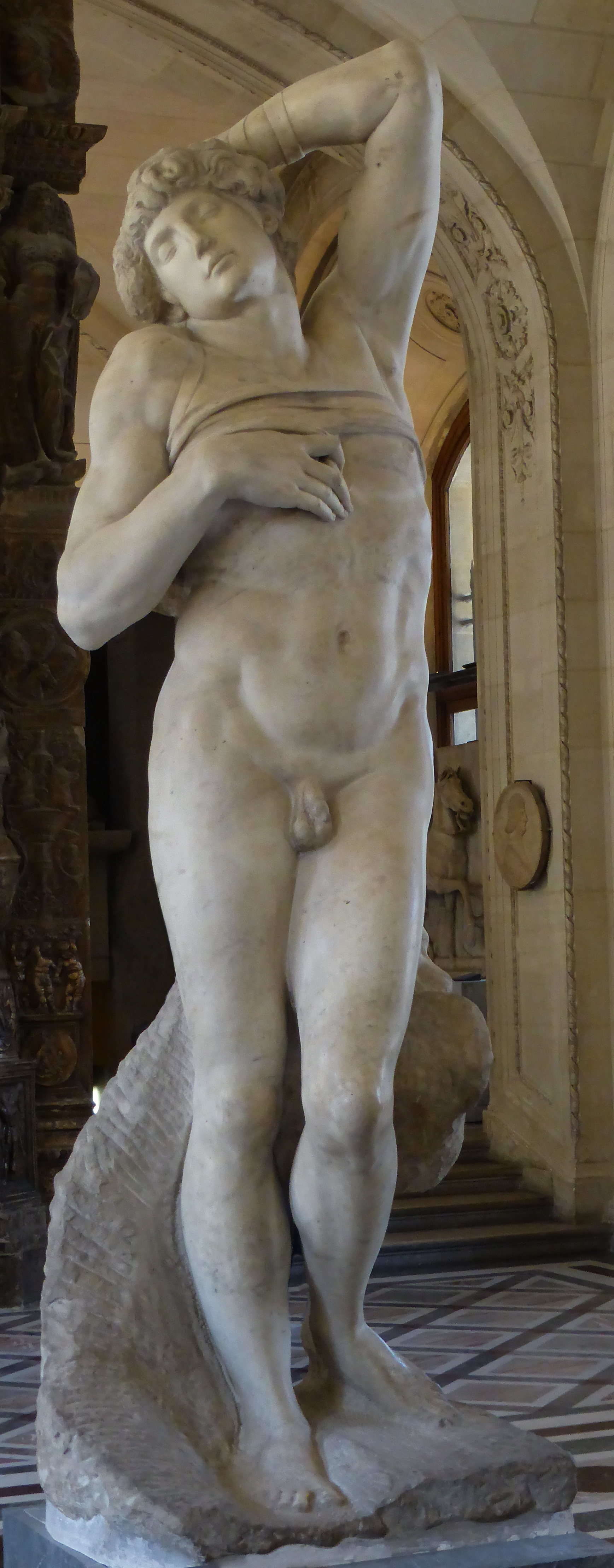
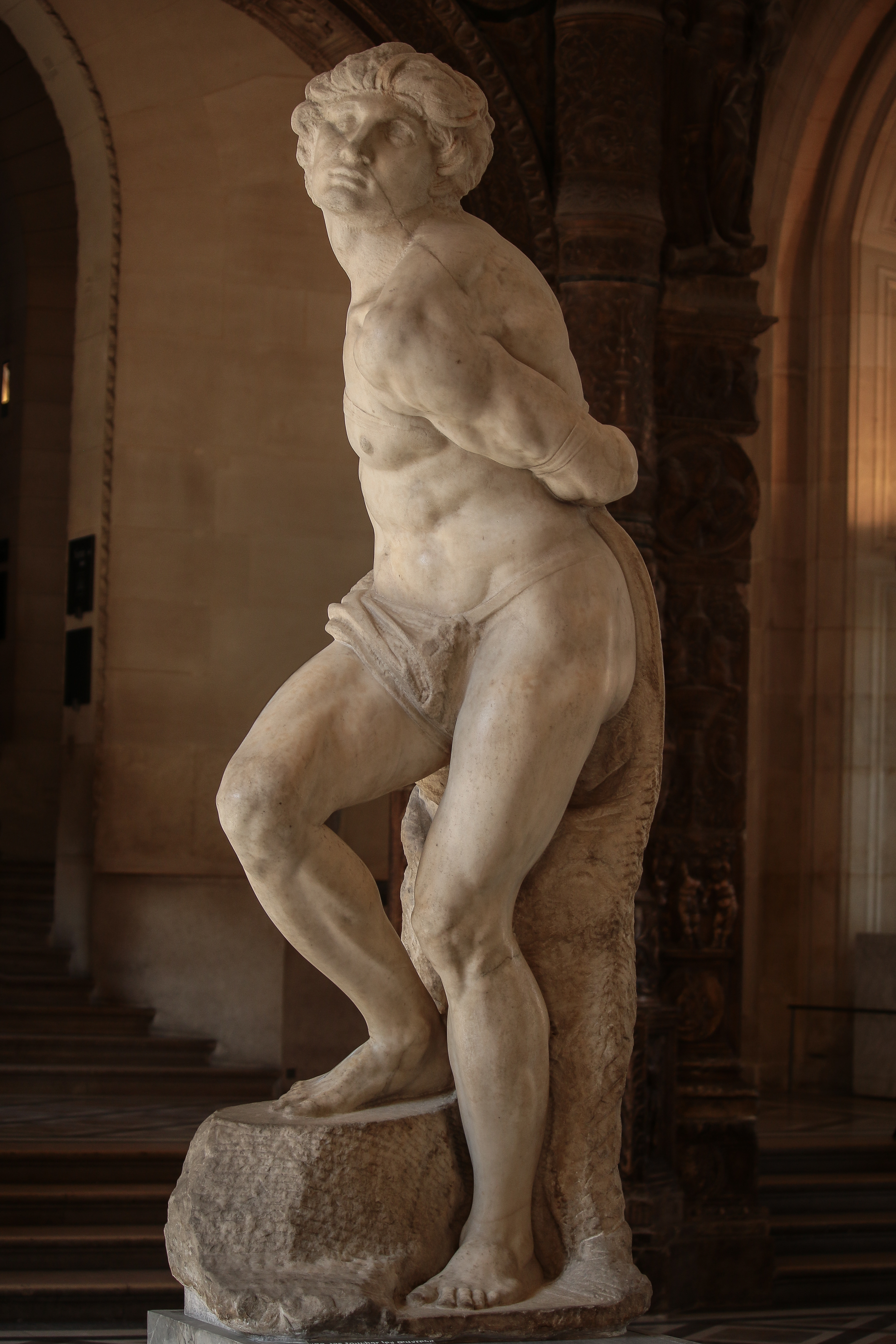
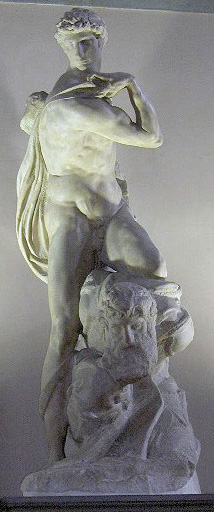
(1527–1530)
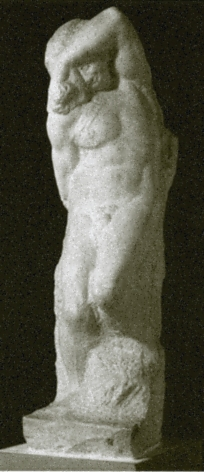
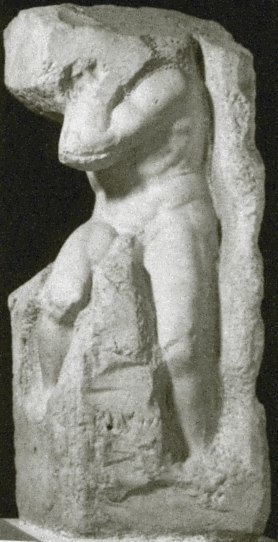
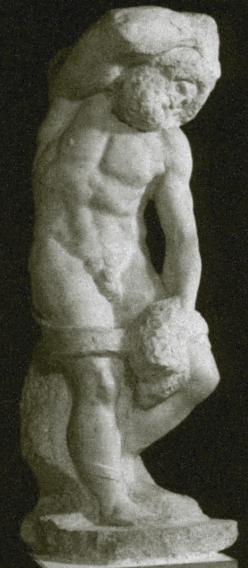
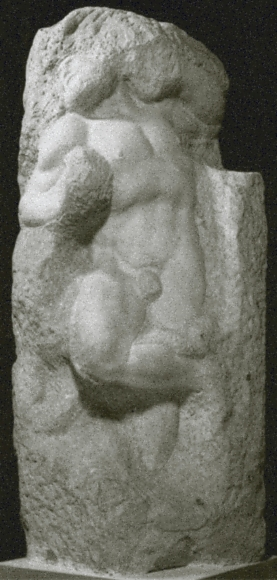